# Rondoniaameisenwürger

Verbreitungsgebiet (grün) des Mato-Grosso-Bodenameisenwürgers in Brasilien

Der Rondoniaameisenwürger (Clytoctantes atrogularis), auch als Rondoniaverkehrtschnabel oder Mato-Grosso-Bodenameisenwürger bezeichnet, ist eine wenig erforschte Vogelart aus der Familie der Ameisenvögel. Er ist endemisch im brasilianischen Bundesstaat Rondônia.

## Beschreibung
Der Rondoniaameisenwürger erreicht eine Länge von 17 Zentimetern. Die Männchen sind einheitlich schwarz, die Weibchen rötlich-kastanienfarben mit einem schwarzen Brustschild. Charakteristisch für die Art ist der auffällige wuchtige Schnabel mit einem nach oben gebogenen Unterschnabel und einem geraden Schnabelfirst. Sein Ruf besteht aus lauten tree-tree-tree-Trillern.

## Lebensweise und Lebensraum
Über seine Lebensweise ist nur sehr wenig bekannt. Sein Lebensraum ist der terra-firme-Regenwald, der von dichten Weinwurzeln dominiert ist. Bei der Nahrungssuche hält er sich zwei bis fünf Meter über dem Boden auf.

## Status
Nach der Entdeckung eines Weibchens im Jahre 1986 in der Terra typica bei Ji-Paraná in Rondônia und einer vermutlichen Sichtung eines Männchens bei Alta Floresta in Mato Grosso im Jahr 1989 blieb die Art zunächst verschollen. 2004 wurde ein Pärchen am Rio Sucunduri, Amazonas und im Mai 2006 ein weiteres Pärchen im Reserva Biológica do Jarú bei Ji-Paraná, Rondônia beobachtet und deren Gesang aufgenommen. Während BirdLife International den Bestand im Jahre 2005 noch auf weniger als 50 Exemplare schätzte, bewiesen neuere Beobachtungen der Ornithologen Dante Buzzetti und Bret M. Whitney aus den Jahren 2006 und 2007, dass die Art häufiger ist, als bisher angenommen.
Als Hauptgefährdung gelten die Ausweitung der Landwirtschaft, der Straßenbau und die kommerzielle Abholzung des Regenwaldes. Der Wald in der Terra typica ist durch den Bau eines Staudamms gefährdet.